# Danh sách cuộc xung đột tại Trung Đông
Trong 60 năm qua đã xảy ra nhiều cuộc xung đột tại Trung Đông. Xem thêm Danh sách những cuộc xung đột tại Maghreb.

## Xung đột Ả Rập-Israel
- Chiến tranh Ả Rập-Israel năm 1948
- Chiến tranh Suez năm 1956
- Chiến tranh Sáu Ngày năm 1967
- Chiến tranh tiêu hao năm 1970
- Chiến tranh Yom Kippur năm 1973
- Chiến tranh Liban 1982
- Phong trào Intifada lần thứ nhất
- Cuộc xung đột Nam Liban giai đoạn 1982-2000
- al-Aqsa Intifada
- Cuộc khủng hoảng Israel-Liban năm 2006

## Những căng thẳng Jordan-Syria
Như một phần của những căng thẳng lớn hơn giữa các chế độ quân chủ, các chính phủ ủng hộ phương Tây và những người theo chủ nghĩa Nasser, các chính phủ xã hội chủ nghĩa, các chính phủ Syria trong thập niên 1960 đã lựa chọn lập trường đối lập với chế độ quân chủ Jordan; năm 1960, vụ ám sát thủ tướng Jordan Hazza al-Majali bị gán cho Syria (khi ấy là Cộng hòa Ả Rập Thống nhất). Căng thẳng càng gia tăng sau khi vua Hussein của Jordan chấm dứt sự giúp đỡ chính thức cho phong trào PLO năm 1966; tháng 9 năm 1970, một đơn vị quân đội Syria đã vượt biên giới vào trong lãnh thổ Jordan để giúp đỡ PLO chống lại quân đội Jordan (xem Tháng 9 Đen tại Jordan). Lực lượng Syria bị đẩy lùi, nhưng mối quan hệ giữa hai bên tiếp tục căng thẳng và trở nên thù địch vào tháng 7 năm 1971. Năm 1975, Jordan và Syria đã nỗ lực bỏ qua một bên những căng thẳng trong quá khứ và tạo lập một liên minh mới. Năm 1979, vua Hussein đã đề xuất một ý tưởng thay thế cho Hiệp ước Trại David và bị Hafez al-Assad phía Syria phản đối mạnh mẽ; việc này đánh dấu sự khởi đầu của một giai đoạn xấu đi nhanh chóng trong quan hệ Jordan-Syria. Năm 1979 Syria buộc tội Vương quốc Jordan ủng hộ những cuộc tấn công của phong trào Anh em Hồi giáo chống lại chính phủ của Assad. Từ sau đó những căng thẳng giữa hai bên dần giảm sút và hiện mối quan hệ giữa hai nước đã bình thường.

## Tháng 9 Đen
Chiến tranh PLO-chính phủ Jordan tháng 9 năm 1970.
Du kích PLO tìm cách lập đổ chính phủ Hashemite bằng vũ lực. Những cuộc xung đột dẫn tới thương vong to lớn cho người Palestine và lệnh cấm người Palestine gia nhập quân đội Jordan.

## Nội chiến Liban
(1975-1990) Vì những căng thẳng tôn giáo và sắc tộc, trật tự xã hội tại nước này trở nên bất ổn định. Sự can thiệp từ phía bên ngoài, chủ yếu từ các nước phương Tây, càng làm trầm trọng thêm tình hình và gây ra cuộc nội chiến. Cuộc nội chiến kéo dài hơn hai thập kỷ và lôi cuốn sự chú ý của thế giới qua các phương tiện truyền thông phương Tây. Chỉ Liên hiệp quốc quan tâm và muốn giải quyết vấn đề. Qua nhiều nỗ lực tình hình cuối cùng cũng trở lại trong tầm kiểm soát, tuy nhiên những căng thẳng vẫn còn tồn tại trong xã hội Liban, và dù cuộc chiến đã chấm dứt, nguy cơ về một cuộc nội chiến vẫn hiện diện.

## Xung đột Libya-Ai Cập
Sau những cuộc đàm phán đầu tiên của Ai Cập với Israel năm 1973, Libya bắt đầu có thái độ thù địch với Ai Cập. Năm 1977, không lâu sau khi những người biểu tình ở hai nước tấn công vào tòa lãnh sự nước kia, hai nước lao vào cuộc chiến kéo dài bốn ngày (21 tháng 7-24 tháng 7) trong cuộc chiến này các máy bay Libya đã bị phá hủy ngay trên mặt đất. Cuộc chiến chấm dứt với một hiệp ước hòa bình giữa Ai Cập và Libya để thống nhất nỗ lực chống lại các lực lượng Hồi giáo cực đoan.

## Những cuộc xung đột Iraq-Kuwait
Cuộc tranh cãi nghiêm trọng về vấn đề biên giới giữa Kuwait và Iraq đã dẫn tới một cuộc chiến tranh năm 1973 và một lần nữa năm 1976. Iraq muốn các cảng biển và giếng dầu của Kuwait, và cho rằng theo luật pháp Kuwait thuộc trong những biên giới của một đế chế thời tiền Anh. Năm 1990 Iraq xâm chiếm Kuwait, nhưng đã bị đẩy lui năm 1991.
- Tháng 4 năm 1967 Iraq-Kuwait xung đột tại Al-Ratqa, Kuwait
- Tháng 3 năm 1973 Iraq-Kuwait xung đột tại Al-Sameta, Kuwait
- 1976 Iraq-Kuwait xung đột tại Al-Sameta, Kuwait
- 1990-1991 Cuộc xâm lược Kuwait của Iraq (Chiến tranh Vùng Vịnh)

## Chiến tranh Iran-Iraq1980
Thỉnh thoảng được gọi là cuộc Chiến tranh Vùng Vịnh lần thứ nhất. Trong cuộc chiến này Syria đã đứng về phía Iran, chống lại Iraq, thông qua những hành động cứu trợ và tiếp tế. Tất cả các nước Ả Rập khác, Hoa Kỳ và Thế giới phương Tây, cũng như Liên bang Xô viết ủng hộ Iraq, áp đặt nhiều lệnh cấm vận lên Iran.
Cuộc chiến kết thúc sau 8 năm khi Iraq, Iran chấp nhận một nghị quyết của Liên hiệp quốc kêu gọi tạm ngừng các hoạt động quân sự. Các biên giới được xác lập lại như tình trạng trước chiến tranh.

## Xung đột Liên hiệp quốc-Iraq
- Chiến tranh Vùng Vịnh 1990-1991

Trong Chiến tranh Vùng Vịnh, các lực lượng Liên hiệp quốc do Hoa Kỳ đứng đầu đã tái lập vương triều tại Kuwait sau cuộc xâm lược năm 1990 của Iraq.

## Những cuộc xung đột chung củaHoa Kỳvà các đồng minh của họ
"Cuộc chiến chống khủng bố" là một thuật ngữ riêng được dùng để chỉ sự can thiệp của Hoa Kỳ vào nhiều quốc gia, gồm cả Afghanistan và Pakistan.

## Chiến dịch giải phóng Iraq của liên quân
- 2003-2007 Cuộc tấn công Iraq năm 2003

Năm 2003, Hoa Kỳ, Anh Quốc, Úc và Ba Lan đã tấn công và lật đổ chế độ độc tài Saddam Hussein sau một cuộc tranh cãi về tình trạng các chương trình vũ khí hạt nhân, vũ khí sinh học và vũ khí hóa học của nước này. Cuộc chiến này thỉnh thoảng được gọi là Cuộc chiến Vùng Vịnh lần thứ hai.
Giữa hai cuộc chiến năm 1990-1991 và 20032006, Hoa Kỳ, Anh và (cho tới tận năm 1996) Pháp tiếp tục áp đặt những vùng cấm bay lên đa phần diện tích lãnh thổ Iraq, để bảo vệ những người Iraq thuộc sắc tộc Shiite và Kurdi khỏi những cuộc tấn công không quân của chính phủ nước này. Nhiều người Iraq và các quốc gia khác coi đây là sự tiếp tục xâm lược vào không phận Iraq, và vì thế, là một cuộc chiến tranh trong giai đoạn 1991-2003. Liên hiệp quốc đã tiến hành một chiến dịch phong tỏa các cảng biển cung cấp dầu của Iraq tại Vịnh Ba Tư trong giai đoạn này để trừng phạt Iraq vì đã từ chối hợp tác đầy đủ với các thanh sát viên vũ khí Liên hiệp quốc, những người có nhiệm vụ kiểm tra liệu nước này có còn sở hữu những vũ khí hủy diệt hàng loạt nữa hay không.